# Neo 1973

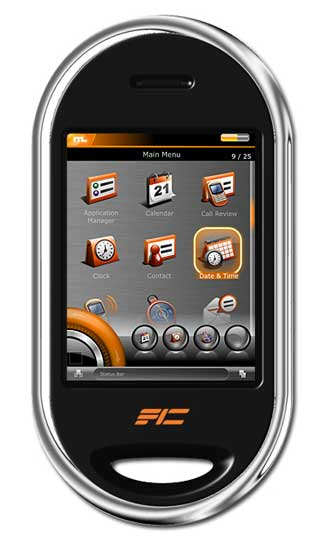
Внешний вид устройства

Neo 1973 — первый многофункциональный смартфон, полностью построенный на базе программного обеспечения с открытым исходным кодом (Open Source). Аппаратная часть устройства была разработана компанией First International Computer (FIC) — одним из ведущих тайваньских производителей электроники. FIC инициировала в 2006 году проект Openmoko.

## Название
«Числовую» часть своего имени аппарат получил неслучайно. Считается, что именно в 1973 году изобретатель сотовых телефонов Мартин Купер (Martin Cooper) сделал первый в истории звонок с помощью нового устройства.

## Технические характеристики
Модель Neo 1973 была предназначена для работы в сотовых сетях GSM 850/900/1800/1900 МГц, представленных в странах Европы, Азиатско-Тихоокеанского региона, Африки, Японии и США.
- Процессор: Samsung S3C2442 (ARM), 400 МГц;
- Дисплей: TFT 2,8 дюйма, сенсорный (283 dpi), поддерживает 262144 цвета и разрешение 480 x 640;
- Память: 64 МБ ROM (ПЗУ), 128 МБ RAM (ОЗУ);
- Батарея: Li-Ion емкостью 1200 мАч;
- Габариты: 121 x 62 x 19 мм, вес: 184 г;
- Поддержка карт памяти: слот для MicroSD;
- Синхронизация с ПК: USB 2.0, Bluetooth, Wi-Fi;
- Операционная система: Openmoko Linux на базе Linux-ядра 2.6.17.

## Продажи
Neo 1973 в версии для разработчиков вышел на рынок 9 июля 2007 года.
Телефон поставлялся в двух цветовых решениях (бело-оранжевый и черно-белый) и в двух стандартных комплектациях: основной (Neo Base) и расширенной (Neo Advanced). Стоимость Neo 1973 составляла 300 и 450 USD соответственно.
Последний экземпляр Neo 1973 был куплен в феврале 2008 года. Повторного выпуска модели не планируется.